# Temporada 2002 de las Grandes Ligas de Béisbol
La Temporada 2002 de las Grandes Ligas de Béisbol comenzó el 31 de marzo de 2002 y finalizó cuando Anaheim Angels derrotó a San Francisco Giants en la Serie Mundial en siete juegos.
La asistencia de espectadores registró una baja del 6.3% respecto a la campaña anterior con un total de 67.390.074 de asistencia pagada en la temporada regular.

## Temporada Regular
Liga Americana 

| División Este        | División Este | División Este | División Este | División Este | División Este | División Este |
| Equipo               | V             | D             | CTE           | JD            | LOCAL         | VISITA        |
| -------------------- | ------------- | ------------- | ------------- | ------------- | ------------- | ------------- |
| New York Yankees (1) | 103           | 58            | 0.640         | —             | 52–28         | 51–30         |
| Boston Red Sox       | 93            | 69            | 0.574         | 10½           | 42–39         | 51–30         |
| Toronto Blue Jays    | 78            | 84            | 0.481         | 25½           | 42–39         | 36–45         |
| Baltimore Orioles    | 67            | 95            | 0.414         | 36½           | 34–47         | 33–48         |
| Tampa Bay Rays       | 55            | 106           | 0.342         | 48            | 30–51         | 25–55         |

| División Central    | División Central | División Central | División Central | División Central | División Central | División Central |
| Equipo              | V                | D                | CTE              | JD               | LOCAL            | VISITA           |
| ------------------- | ---------------- | ---------------- | ---------------- | ---------------- | ---------------- | ---------------- |
| Minnesota Twins (3) | 94               | 67               | 0.584            | —                | 54–27            | 40–40            |
| Chicago White Sox   | 81               | 81               | 0.500            | 13½              | 47–34            | 34–47            |
| Cleveland Indians   | 74               | 88               | 0.457            | 20½              | 39–42            | 35–46            |
| Kansas City Royals  | 62               | 100              | 0.383            | 32½              | 37–44            | 25–56            |
| Detroit Tigers      | 55               | 106              | 0.342            | 39               | 33–47            | 22–59            |

| División Oeste        | División Oeste | División Oeste | División Oeste | División Oeste | División Oeste | División Oeste |
| Equipo                | V              | D              | CTE            | JD             | LOCAL          | VISITA         |
| --------------------- | -------------- | -------------- | -------------- | -------------- | -------------- | -------------- |
| Oakland Athletics (2) | 103            | 59             | 0.636          | —              | 54–27          | 49–32          |
| Anaheim Angels (4)    | 99             | 63             | 0.611          | 4              | 54–27          | 45–36          |
| Seattle Mariners      | 93             | 69             | 0.574          | 10             | 48–33          | 45–36          |
| Texas Rangers         | 72             | 90             | 0.444          | 31             | 42–39          | 30–51          |

Liga Nacional  
| División Este         | División Este | División Este | División Este | División Este | División Este | División Este |
| Equipo                | V             | D             | CTE           | JD            | LOCAL         | VISITA        |
| --------------------- | ------------- | ------------- | ------------- | ------------- | ------------- | ------------- |
| Atlanta Braves (1)    | 101           | 59            | 0.631         | —             | 52–28         | 49–31         |
| Montreal Expos        | 83            | 79            | 0.512         | 19            | 49–32         | 34–47         |
| Philadelphia Phillies | 80            | 81            | 0.497         | 21½           | 40–40         | 40–41         |
| Florida Marlins       | 79            | 83            | 0.488         | 23            | 46–35         | 33–48         |
| New York Mets         | 75            | 86            | 0.466         | 26½           | 38–43         | 37–43         |

| División Central        | División Central | División Central | División Central | División Central | División Central | División Central |
| Equipo                  | V                | D                | CTE              | JD               | LOCAL            | VISITA           |
| ----------------------- | ---------------- | ---------------- | ---------------- | ---------------- | ---------------- | ---------------- |
| St. Louis Cardinals (3) | 97               | 65               | 0.599            | —                | 52–29            | 45–36            |
| Houston Astros          | 84               | 78               | 0.519            | 13               | 47–34            | 37–44            |
| Cincinnati Reds         | 78               | 84               | 0.481            | 19               | 38–43            | 40–41            |
| Pittsburgh Pirates      | 72               | 89               | 0.447            | 24½              | 38–42            | 34–47            |
| Chicago Cubs            | 67               | 95               | 0.414            | 30               | 36–45            | 31–50            |
| Milwaukee Brewers       | 56               | 106              | 0.346            | 41               | 31–50            | 25–56            |

| División Oeste           | División Oeste | División Oeste | División Oeste | División Oeste | División Oeste | División Oeste |
| Equipo                   | V              | D              | CTE            | JD             | LOCAL          | VISITA         |
| ------------------------ | -------------- | -------------- | -------------- | -------------- | -------------- | -------------- |
| Arizona Diamondbacks (2) | 98             | 64             | 0.605          | —              | 55–26          | 43–38          |
| San Francisco Giants (4) | 95             | 66             | 0.590          | 2½             | 50–31          | 45–35          |
| Los Angeles Dodgers      | 92             | 70             | 0.568          | 6              | 46–35          | 46–35          |
| Colorado Rockies         | 73             | 89             | 0.451          | 25             | 47–34          | 26–55          |
| San Diego Padres         | 66             | 96             | 0.407          | 32             | 41–40          | 25–56          |

## Postemporada
|  | Serie Divisional | Serie Divisional     | Serie Divisional     |   |                      | Campeonato de la Liga | Campeonato de la Liga | Campeonato de la Liga |  |  | Serie Mundial | Serie Mundial  | Serie Mundial |
|  |                  |                      |                      |   |                      |                       |                       |                       |  |  |               |                |               |
|  | 1                | New York Yankees     | 1                    |   |                      |                       |                       |                       |  |  |               |                |               |
|  | 4                | Anaheim Angels       | 3                    |   |                      |                       |                       |                       |  |  |               |                |               |
|  | 4                | Anaheim Angels       | 3                    |   | 4                    | Anaheim Angels        | 4                     |                       |  |  |               |                |               |
|  | Liga Americana   |                      |                      |   | 4                    | Anaheim Angels        | 4                     |                       |  |  |               |                |               |
|  |                  | 3                    | Minnesota Twins      | 1 |                      |                       |                       |                       |  |  |               |                |               |
|  | 2                | 3                    | Minnesota Twins      | 1 | Oakland Athletics    | 2                     |                       |                       |  |  |               |                |               |
|  | 2                |                      |                      |   | Oakland Athletics    | 2                     |                       |                       |  |  |               |                |               |
|  | 3                | Minnesota Twins      | 3                    |   |                      |                       |                       |                       |  |  |               |                |               |
|  |                  |                      |                      |   |                      |                       |                       |                       |  |  | AL4           | Anaheim Angels | 4             |
|  |                  | NL4                  | San Francisco Giants | 3 |                      |                       |                       |                       |  |  |               |                |               |
|  | 1                | Atlanta Braves       | 2                    |   |                      |                       |                       |                       |  |  |               |                |               |
|  | 4                | San Francisco Giants | 3                    |   |                      |                       |                       |                       |  |  |               |                |               |
|  | 4                | San Francisco Giants | 3                    |   | 4                    | San Francisco Giants  | 4                     |                       |  |  |               |                |               |
|  | Liga Nacional    |                      |                      |   | 4                    | San Francisco Giants  | 4                     |                       |  |  |               |                |               |
|  |                  | 3                    | St. Louis Cardinals  | 1 |                      |                       |                       |                       |  |  |               |                |               |
|  | 2                | 3                    | St. Louis Cardinals  | 1 | Arizona Diamondbacks | 0                     |                       |                       |  |  |               |                |               |
|  | 2                |                      |                      |   | Arizona Diamondbacks | 0                     |                       |                       |  |  |               |                |               |
|  | 3                | St Louis Cardinals   | 3                    |   |                      |                       |                       |                       |  |  |               |                |               |

|                                      |
| Campeón Anaheim Angels Primer Título |

## Líderes de la liga

### Liga Americana
Líderes de Bateo 
| Categoría           | Jugador         | Equipo | Marca |
| ------------------- | --------------- | ------ | ----- |
| Porcentaje de bateo | Manny Ramirez   | BOS    | .349  |
| Cuadrangulares      | Álex Rodríguez  | TEX    | 57    |
| Carreras Impulsadas | Álex Rodríguez  | TEX    | 142   |
| Carreras Anotadas   | Alfonso Soriano | NYY    | 128   |
| Hits                | Alfonso Soriano | NYY    | 209   |
| Robo de Bases       | Alfonso Soriano | NYY    | 41    |

Líderes de Pitcheo 
| Categoría         | Jugador        | Equi | Marca |
| ----------------- | -------------- | ---- | ----- |
| Victorias         | Barry Zito     | OAK  | 23    |
| Derrotas          | Tanyon Sturtze | TBR  | 18    |
| ERA               | Pedro Martínez | BOS  | 2.26  |
| Ponches           | Pedro Martínez | BOS  | 239   |
| Entradas Lanzadas | Roy Halladay   | TOR  | 239.1 |
| Juegos salvados   | Eddie Guardado | MIN  | 45    |

### Liga Nacional
Líderes de Bateo 
| Categoría           | Jugador           | Equipo | Marca |
| ------------------- | ----------------- | ------ | ----- |
| Porcentaje de bateo | Barry Bonds       | SFG    | .370  |
| Cuadrangulares      | Sammy Sosa        | CHC    | 49    |
| Carreras Impulsadas | Lance Berkman     | HOU    | 128   |
| Carreras Anotadas   | Sammy Sosa        | CHC    | 122   |
| Hits                | Vladimir Guerrero | MON    | 206   |
| Robo de Bases       | Luis Castillo     | FLA    | 48    |

Líderes de Pitcheo 
| Categoría         | Jugador                                  | Equipo  | Marca |
| ----------------- | ---------------------------------------- | ------- | ----- |
| Victorias         | Randy Johnson                            | ARI     | 24    |
| Derrotas          | Livan Hernández Glendon Rusch Ben Sheets | SFG MIL | 16    |
| ERA               | Randy Johnson                            | ARI     | 2.32  |
| Ponches           | Randy Johnson                            | ARI     | 334   |
| Entradas Lanzadas | Randy Johnson                            | ARI     | 260   |
| Juegos salvados   | John Smoltz                              | ATL     | 55    |